# 조채식
조채식(영어: Mary C. Kim Joh 김메리[*], 1904년~2005년 2월 9일)은 미국의 작곡가이자, 연구가이다.
그녀는 1945년에 <학교종>을 작곡한 것으로 유명하다. 이 노래는 한국의 아동에게 가르치는 동요이다.

## 수상
- 이화대학교 명예의 전당 1980[1]